# César Guerra-Peixe
César Guerra-Peixe (født 18. marts 1914 i Petrópolis - død 26. november 1993 i Rio de Janeiro, Brasilien) var en brasiliansk komponist, violinist, dirigent og lærer.
Guerra-Peixe der var af portugisisk og rumænsk afstamning, er nok mest kendt for sin musik til film.
Han har ligeledes skrevet symfonisk musik bl.a. to symfonier, orkesterværker, violinkoncert,
kammermusik, klavermusik, kormusik, sange etc.

## Udvalgte værker
- Symfoni nr. 1 (1946) - for orkester
- Symfoni nr. 2 "Brasilien" (1960) - for kor or orkester
- Symfonisk suite nr. 1 (1956) - for orkester
- Symfonisk suite nr. 2 (1956) - for orkester
- Violinkoncert (1972) - for violin og orkester
- Suite (1939) - for violin og klaver